# Severin Roesen

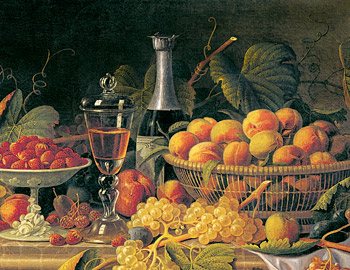
Stillleben, Öl auf Leinwand

Severin Roesen (* 5. Februar 1816 in Boppard; † wohl 1872 in den Vereinigten Staaten) war ein deutsch-amerikanischer Stillleben-Maler des 19. Jahrhunderts.

## Leben
Severin Roesen wurde am 5. Februar 1816 in Boppard als Kind des Geometers Stephan Roesen und der Margaretha Krebs getauft und machte eine Ausbildung zum Porzellan- und Emailmaler. Er spezialisierte sich auf florale Stillleben in der Tradition niederländischer und deutscher Maler des 17. Jahrhunderts. In Köln betätigte er sich auch als Porzellanhändler. Am 10. März 1847 heiratete er in Koblenz Sophia Jacobina Lambricht (* 1824), die bald nach der Hochzeit verstarb. Im gleichen Jahr stellte er im Kölnischen Kunstverein aus. Nachdem er eines betrügerischen Bankrotts bezichtigt worden war, entzog er sich seinen Gläubigern, die eine Untersuchung gegen ihn einleiten ließen, welche Anfang 1848 zu seiner steckbrieflichen Suche führte, indem er bereits Ende 1847 über Dover in die Vereinigten Staaten emigrierte.
Für einige Jahre lebte er in New York City, wo er zwischen 1848 und 1852 elf Gemälde in der American Art-Union ausstellte. Am 30. Oktober 1849 heiratete er seine zweite Ehefrau, die 1831 in Alzey geborene Wilhelmine Ludwig, die 1854 die Tochter Minnie und 1857 den Sohn Oscar gebar. In diesem Jahr ließ er seine Familie in New York City zurück und ging nach Pennsylvania, wo er zunächst in Philadelphia und dann in ländlichen deutsch-amerikanischen Milieus in Harrisburg und Huntington lebte, ehe er um 1863 nach Williamsport zog, ebenfalls in Pennsylvania. Dort unterrichtete er Stillleben-Malerei. Zu den Künstlern, die er inspirierte, zählen der US-amerikanische Stillleben-Maler John F. Francis (1808–1886). 1858 stellte Roesen in der Maryland Historical Society in Baltimore aus, 1863 in der Pennsylvania Academy of the Fine Arts. 1873 waren seine Bilder noch in der Brooklyn Art Association zu sehen, nachdem er im Jahr 1872 aus Williamsport abgereist und spurlos verschwunden war.
Roesen war bereits weitgehend in Vergessenheit geraten, als die First Lady Jacqueline Jackie Kennedy mit der Veränderung der Einrichtung des Weißen Hauses ihr erstes größeres Projekt begann. Zu diesem Zweck gründete sie im Februar 1961 ein Gremium. In den neu renovierten Räumen ließ sie Bilder von Severin Roesen aufhängen, wodurch seinen Gemälden eine Art Renaissance in den Vereinigten Staaten widerfuhr.

## Werke (Auswahl)
Severins Stillleben zeigen den starken Einfluss Johann Wilhelm Preyers, des bekannten Stilllebenmalers der Düsseldorfer Schule:

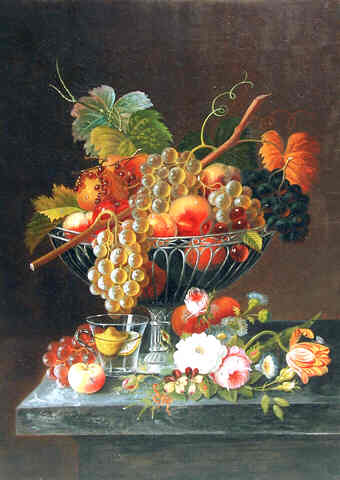
Früchte und Blumen, Öl auf Leinwand
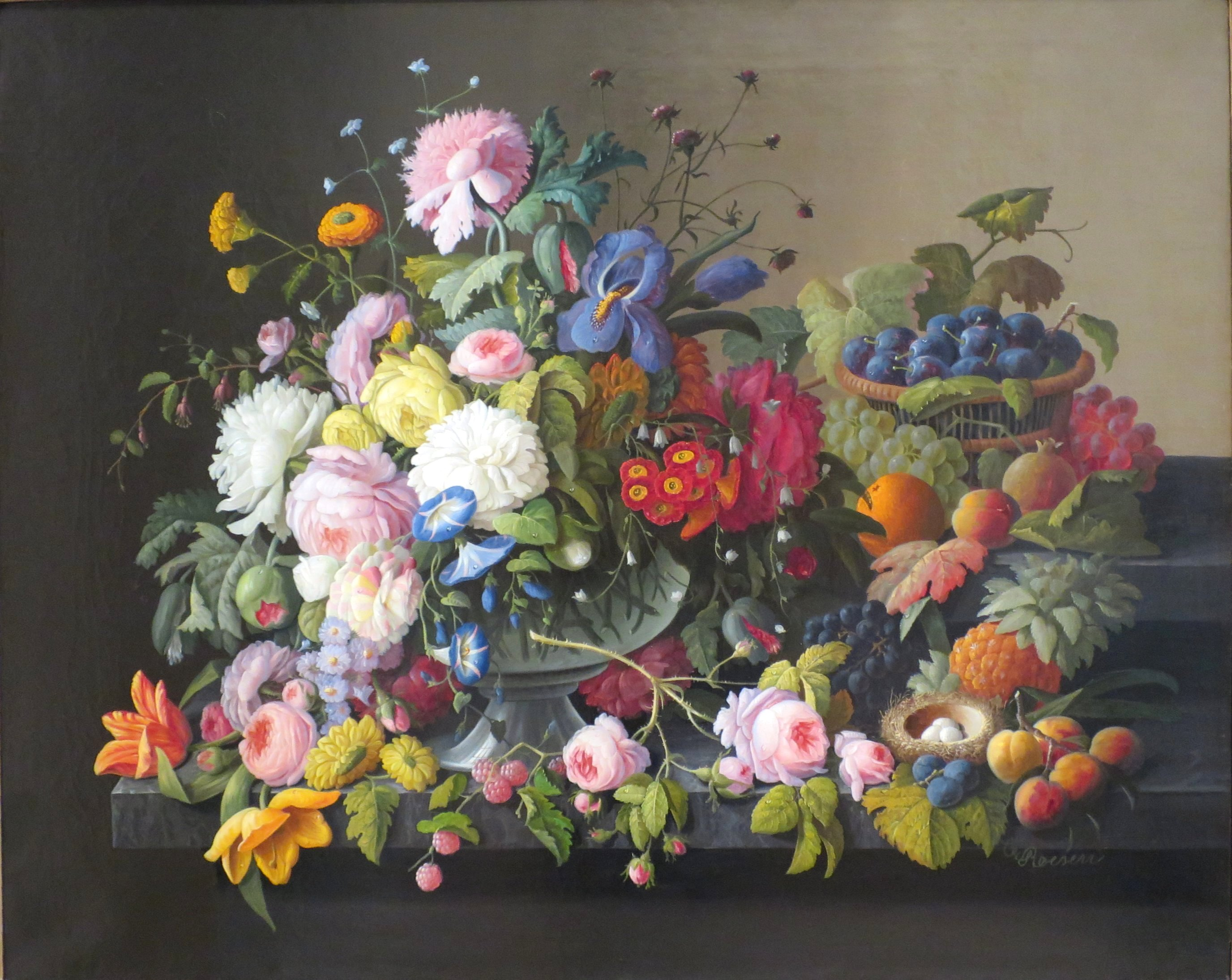
Früchte und Blumen, Öl auf Leinwand
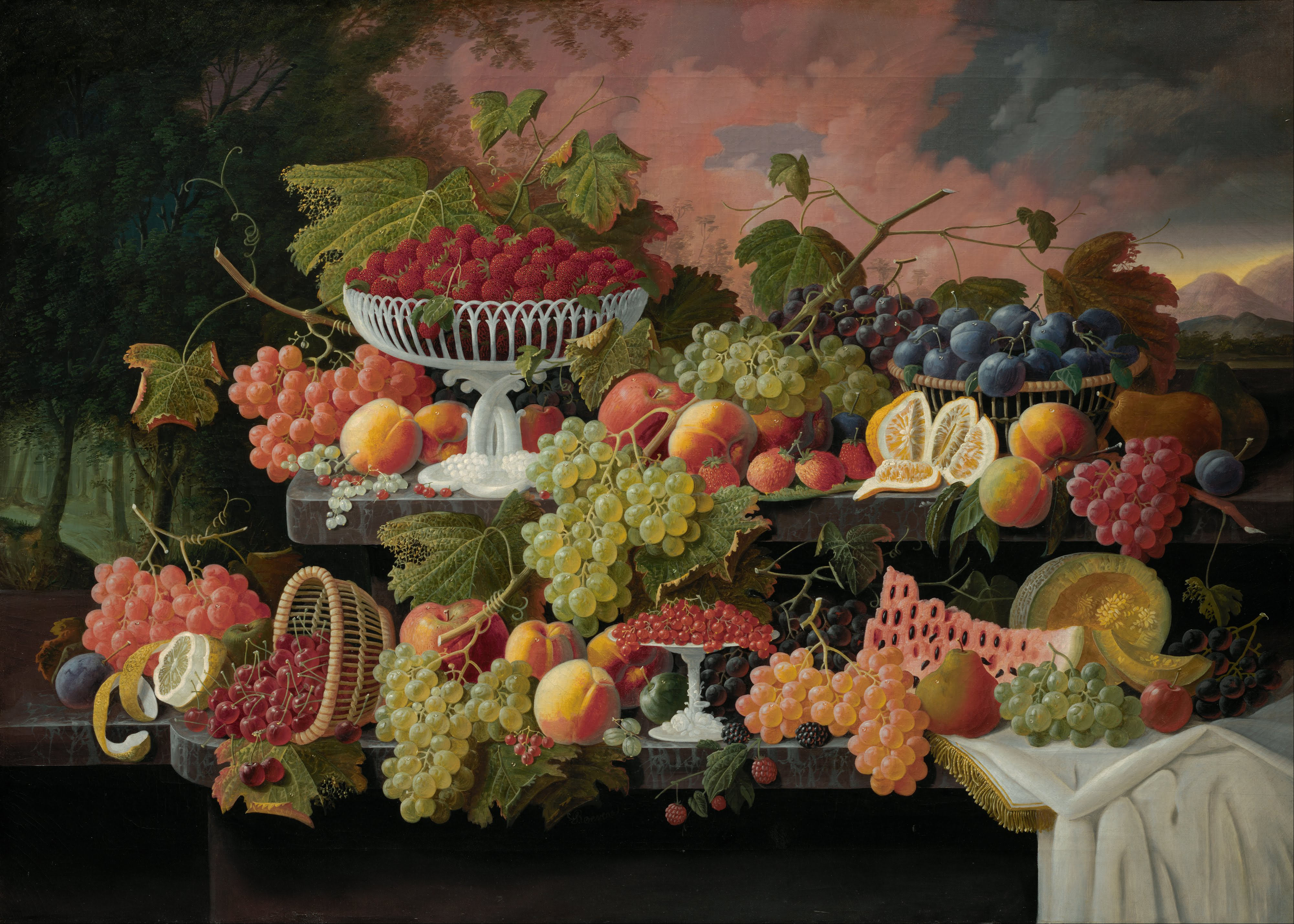
Früchte-Stillleben, Öl auf Leinwand
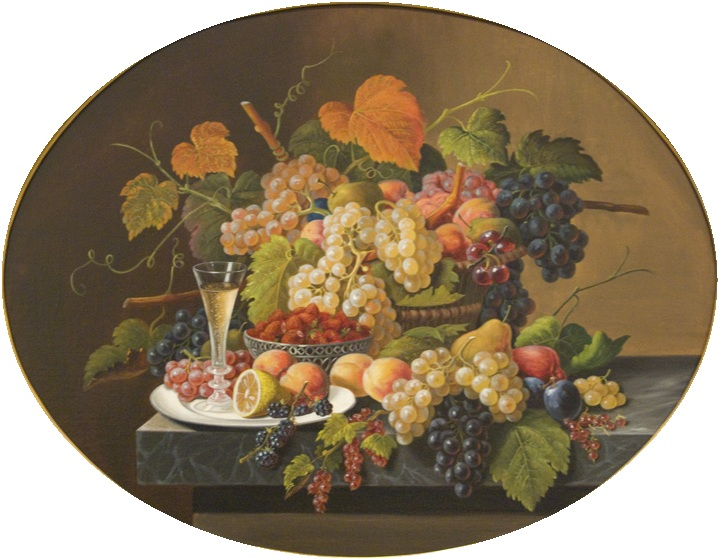
Früchte mit einem Glas Champagner, Öl auf Leinwand